# 宝來社
株式会社宝來社（ほうらいしゃ）は、東京都墨田区石原に本社を置く、熱圧着用マーク生地およびプレス機を製造するメーカーである。

東京スポーツ用品工業協同組合理事、東京スクリーン・デジタル印刷協同組合会員。

## 沿革
- 1959年　大阪 株式会社 宝来社の東京支店として営業開始。当初は、スポーツウェア・Tシャツなどのプリント、植毛加工を主としていた。
- 1963年　株式会社 東京宝来社を設立。
- 1971年　スポーツマークの熱圧着システム“ハリロンマーキングシステム”を開発。熱圧着プレス機“ハリロンプレッサー”と熱圧着用マーク生地“タカラハリロン”をスポーツ業界に導入。
- 1976年　現在地の東京都墨田区石原3丁目27番地8号に、新社屋を建設。
- 1989年　北茨城工場竣工、同年操業開始。
- 1998年　大阪の株式会社 宝来社と合併。社名を株式会社 宝來社 に変更。また、海外販売窓口として香港にHariron International Ltd. を設立。